# مارسی (مردمان ایتالیک)
مارسی (انگلیسی: Marsi) یک قوم آز مردمان ایتالیک از ایتالیای رومی بوند، که مرکز اصلی آنها سن بندتو دی مارسی بود، در ساحل شرقی دریاچه فوسینوس (که در زمان کلودیوس تخلیه شد). منطقه ای که آنها در آن زندگی می‌کردند اکنون مارسیکا نامیده می‌شود. آنها در اصل به زبانی صحبت می‌کردند که اکنون زبان مارسی نامیده می‌شود و چندین کتیبه آن را تأیید می‌کند.